# 华沙起义

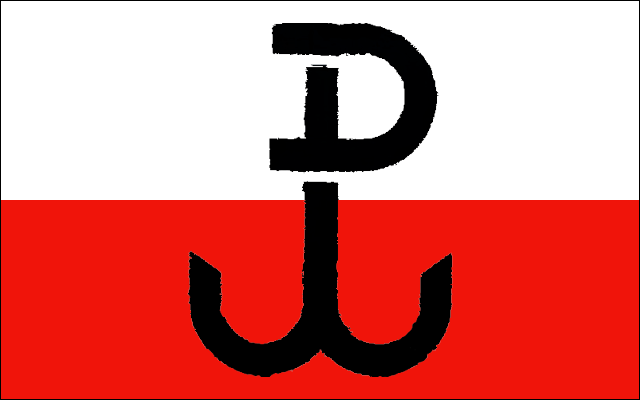
Kotwica（波兰语，意为锚），第二次世界大戰波蘭家乡軍軍旗，也是波蘭人民抵抗納粹德國的象徵。這支旗在戰後一度被波蘭流亡政府採用。

華沙起義（波蘭語：Powstanie Warszawskie）是第二次世界大戰中波蘭家乡军反抗德國佔領軍等轴心国家的戰役，藉由解放华沙使抵抗組織波蘭地下國彰顯自身擁有波兰主权，而不是苏联扶持接管波兰的波兰民族解放委员会。這場戰役是在1944年8月1日開始的，是苏联卢布林–布列斯特攻势中全国性的计划风暴行动的一部分。波蘭家乡軍的这次起义被安排在与蘇聯紅軍配合到達華沙的东部郊区和迫使德军撤离。由于起义军不愿意与苏军配合，且起义之前没有事先通知苏军，导致苏军仓促应对，白俄罗斯第一方面军在连续作战一个半月后强行发动作战试图接应，但在德军重兵阻止下损失惨重最终不得不后撤。而50,000名波蘭家乡軍採用了游擊戰對抗25,000名德軍，整个起義持续了63日，直到1944年10月2日波兰军队方才向德軍投降。在波蘭方面有大約18,000名軍人和超過250,000名平民死亡，另有大约25,000人受傷。德軍方面有大約17,000人死亡和9,000人受傷。这场单一的军事行动是欧洲发生的第二次世界大战抵抗运动中最大的一起。

## 背景
早在1942年1月份的时候，波兰共产党就已经在华沙成立了波兰工人党，同时建立了武装司令部，着手组建人民近卫军，以此抵抗德国侵略者。除此之外，一些流亡在苏联的波兰共产党人和爱国人士也组合''波兰爱国者联盟"，请求苏联政府帮忙建立波兰军队，以便打回老家，光復祖国。
1943年5月，新型的波兰军队在苏联国土建立起来。到1944年7月，这支波兰军队已经发展为10万人。1943年12月31日至1944年1月1日，波兰工人党和人民近卫军的代表、波兰社会党左派、农民党和共产党代表以及知识分子左派的代表等，在华沙秘密召开「全国人民代表会议」，决定把国内的武装力量统一起来，正式组成波兰人民军。
1944年7月29日，设在苏联的「科希秋什科电台」用波语广播了下列节目：「華沙，這個從未屈服投降，從未放棄戰鬥的城市，行動時刻到來了......」
之后此几天里，这家电台一再对华沙居民发出呼吁：「华沙的人民，武装起来！进攻德国人！帮助红军渡过维斯瓦河。传递情报，指明道路......」
蘇聯紅軍早在1944年7月29日就已經達到维斯瓦河的東岸，雖然蘇聯和波蘭人有一個共同的敵人─德國，但他们沒有向波蘭抵抗軍提供任何帮助。因為包括波蘭地下國在內效忠波蘭流亡政府的抵抗組織希冀成立一個親西方的資本主義的波蘭，但蘇聯領導人史達林打算建立打算扶持親蘇的波蘭抵抗組織。由於蘇聯和波蘭人互不信任，在波蘭的蘇聯游擊隊經常與波蘭本土軍隊發生衝突。
然而蘇軍元帥朱可夫聲稱，「蘇軍部隊確曾盡了力所能及的一切來援助起義者」，波蘭方面事先未通知蘇聯紅軍和已經親蘇的波蘭軍隊，起義後，斯大林命令“給布爾—科馬羅夫斯基派去兩名傘兵軍官，以便取得聯繫和協調行動，然而（起義領袖）博爾-科莫羅夫斯基卻不願接待他們”。

## 过程

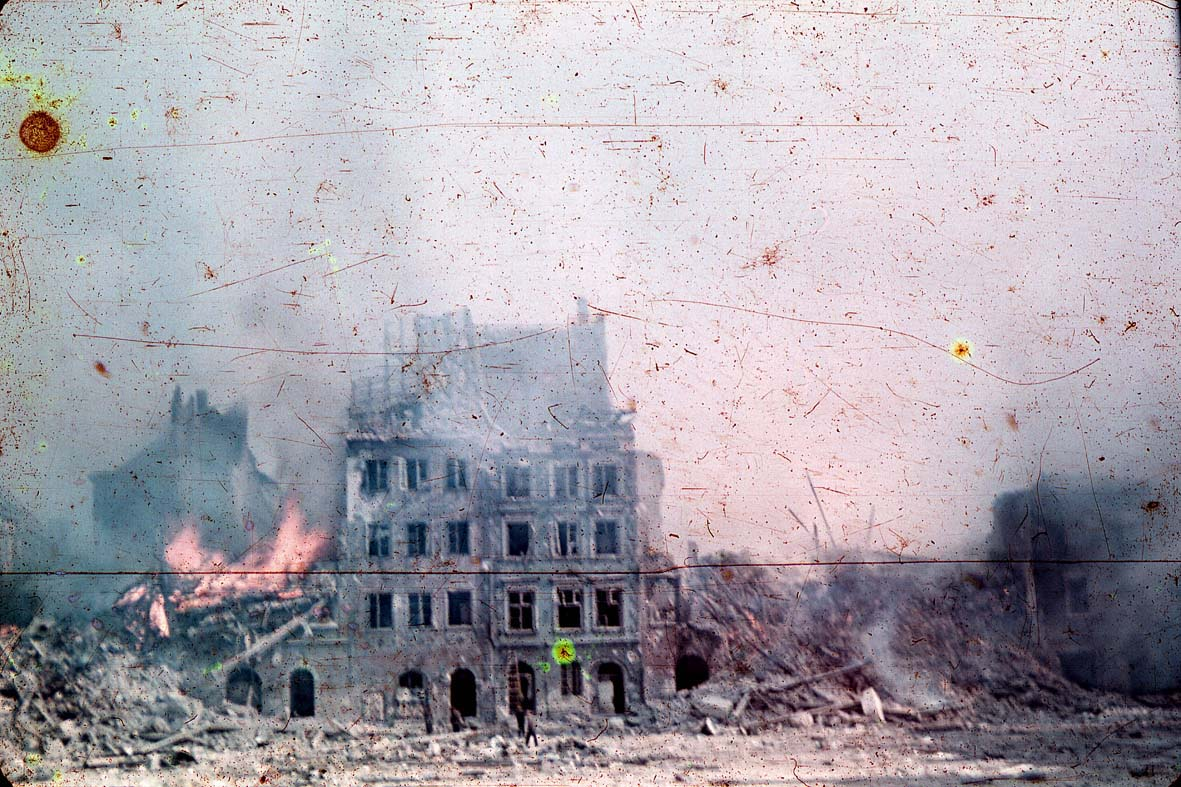
華沙起義中遭卡爾臼炮炮擊摧毀的華沙老城

在起义的最初阶段，波兰起义军就控制了大部分华沙地区。当时德国在东线的溃败已经逐渐明朗，然而波兰起义军虽然在人数上与德军旗鼓相当，但波兰家乡军是未受训练的民兵，德军虽是二线的占领军，在训练、武器和技术装备方面德军依然有占据着绝对优势，德军可以召唤空军和坦克部队进行支援，而波兰起义军则无此后盾。
德国在华沙地区的军队约有4万人，波兰起义军约有3.8万人，其中包括4,000名妇女。波兰起义军拥有步兵的轻重武器，但数量严重不足，弹药仅仅只可以供7天的战斗，且波兰家乡军武器以英国援助和缴获德军为主，补给困难。
7月31日下午，在波军司令部里，华沙地区司令“蒙特尔”上校接到报告说，德军在维斯瓦河东岸的桥头堡已被苏军突破，德军防御已呈癱瘓狀態。苏军先遣部队已经占领华沙郊外若干地区。后来查明，这个消息是不准确的，康斯坦丁·羅科索夫斯基指挥的苏联“禁卫坦克第2军团”之“第8坦克团”的确于7月29日冲到华沙以东20公里的郊区，但随即遭受德军赫尔曼·戈林轻装甲师、第19装甲师及增援的“维京师”党卫军重装甲师的反攻；在6天的激战后苏军“禁卫坦克第2军团”损失惨重被迫于8月5日撤回休整，由随后赶来的崔可夫的“第47军团”的步兵接手转入防御巩固防线，而白俄罗斯第1方面军辖波兰人民军紧随其后向南北扩展战线。
根据这个报告，波兰家乡军总司令“塔德烏什·博爾-科莫羅夫斯”基命令蒙特尔上校于8月1日下午5时向德军发动进攻。几分钟内，华沙完全淹沒在炮火声中，德军在街上的巡逻队遭到了攻击，并被解除了武装，许多重要目标被占领。
8月2日至3日两天，起义军开始攻击德军的战术据点，但是因为缺乏重型武器，无法摧毁钢筋混凝土工事，起义军伤亡惨重，战斗结果令人失望。不过最让人失望的是，维斯瓦河东岸苏军遭德军反攻，双方开始陷入反复争夺维斯瓦河“桥头堡”的混战，到了8月4日，华沙上空也看不到苏联飞机。蒙特尔考虑到诸多因素，命令部队从8月5日起转入防御。
由于华沙德国驻军属二线部队，防卫司令施塔赫尔反应迟钝，直到8月4日才宣布全城戒严。不过希特勒可不迟钝，当华沙起义的消息一传到希特勒耳朵里，立刻在8月2日任命党卫军的高级将领巴赫-熱勒維斯基为华沙城防司令，负责镇压起义。同时德国陆军也派出强力的一线部队增援，并给华沙德军运去重炮，火箭和火焰喷射器。此外，空軍裝甲師「赫尔曼·戈林师」和另外两个师也部署华沙外圍，加強對起義的镇压。
从8月4日起，德军便开始对起义军发动猛烈进攻，随着战斗升级，手段也起来越残酷。德军开始采取焦土政策，以重炮摧毁家乡军充作掩体的市内建筑，大量屠杀战俘、平民和医院里的伤病员，甚至把几百名妇女赶到前线，让这些人走在德军坦军前面，以迟滞波军起义军射击。
到了9月份，起义军的处境更为艰难，但波兰人宁死不屈，伤亡日多，弹药匮乏，粮食不济，饮水也成了问题。他们频频向英军和苏军呼吁，请求紧急支援。
尽管自身遭到德军反攻，白俄罗斯第1方面军和波兰第1军仍以炮击和空袭来支援起义军。从9月13至10月1日，苏联空军先后出动飞机4,821架次，直接袭击华沙德军，并向起义军投下了大量急需的苏式武器弹药、军用物资、药品粮食。英国空军也向华沙投入了一些补给品，但杯水车薪。
到了9月底，华沙起义军弹尽粮绝，他们发出的最后几次广播中说："您的英雄们是一些士兵，他们用左轮手槍、汽油瓶作为武器，跟坦克、飞机、大炮搏斗。您的英雄们是那些妇女，他们在弹雨纷飞的炮火下护理伤员，传送信件，她们在炸得倾塌的地下室炊制食品，喂养小孩。她们在安慰死者，减轻他们的痛苦。你的英雄们是这些孩童，他们在冒烟的废墟间安静地嬉戏。这些就是华沙的人民。''
波兰家乡军司令部在同人民商量之后，认为继续战斗已不会达到起义的目的，只会延长人民的痛苦，于是通过波兰红十字会与德军谈判。
10月2日，起义军与德军签订停火协定。同日，波兰代表在德军司令部签署了投降书。

## 伤亡

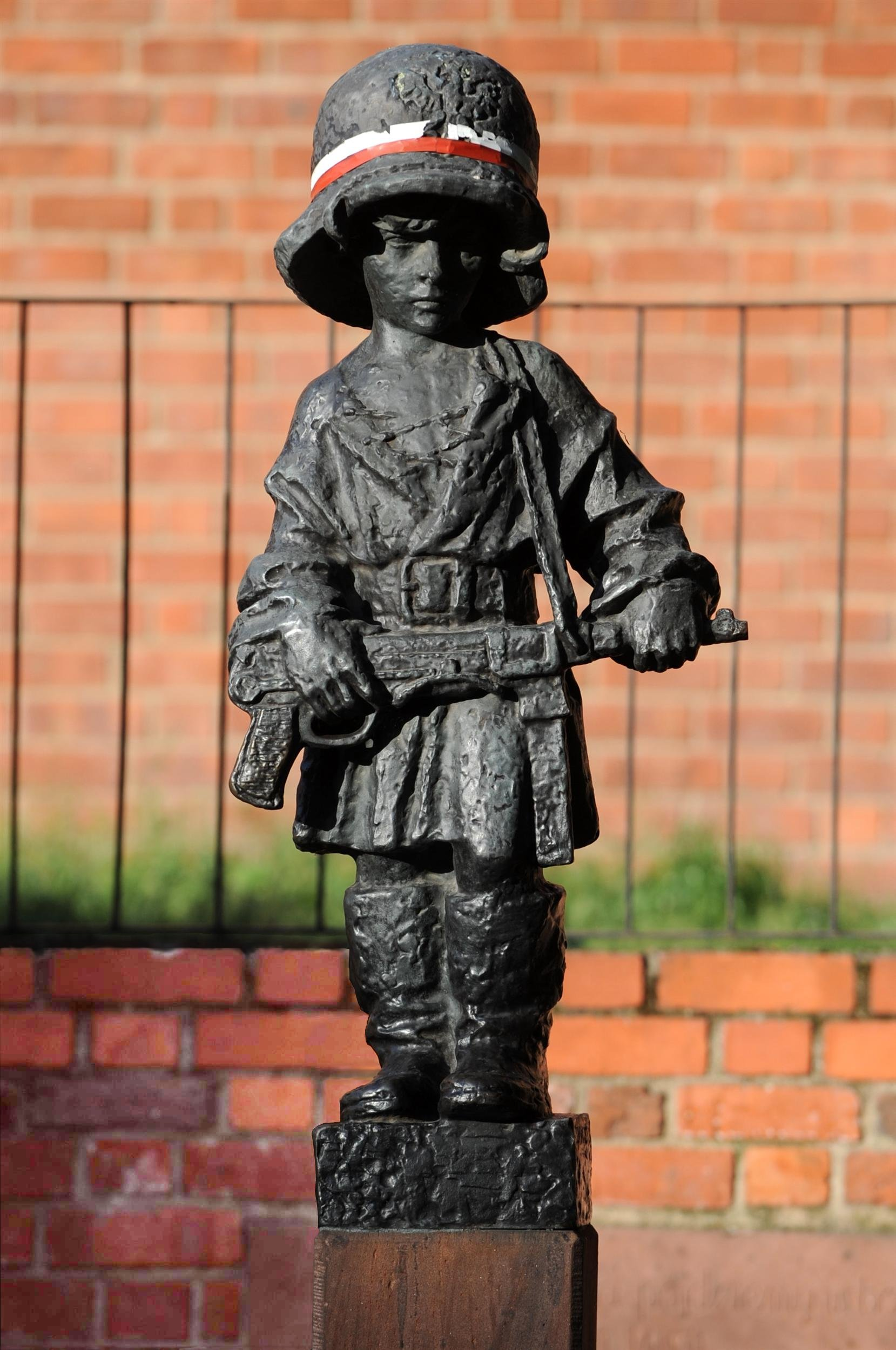
小起義者雕像

波蘭起义軍投降後，同年10月，海因里希·希姆萊命令德軍將華沙夷為平地，結果全城85%的地方都被毀壞，起义的失败最終造成近20萬的華沙人喪命，波蘭起義軍傷亡約4萬人，其中1.5萬人戰死。據波蘭方面統計，平民死亡數量在15萬至20萬人左右，另外50萬倖存者則遭納粹驅逐家園，其中許多人被運往奧斯威辛集中營。德軍的具體傷亡難以估算，雖然9,000人負傷的數字被大體認為準確，但冷戰的東西方陣營在陣亡與失蹤人數的估算上卻存有很大爭議：最初，1947年華沙歷史期刊《Dzieje Najnowsze》依據對戰俘的審問推估德軍陣亡失蹤人數達1.7萬人；但漢斯·克蘭哈爾斯（Hanns Krannhals）在1962年基於西德側保存資料發表的研究則主張德軍陣亡人數僅在2,000人左右。直到1945年1月17日，苏军才進入華沙。

## 電影改編
- 華沙44
- 下水道
- 华沙起义（英语：Uprising (2001 film)）
- 死亡之舞（波兰语：Był sobie dzieciak）